# Koreno nad Horjulom
Koreno nad Horjulom je naselje sestavljeno iz več zaselkov na slemenu nad potokoma Horjulščico in Malo vodo v Občini Horjul.
Podružnična cerkev sv. Mohorja in Fortunata se v starih listinah prvič omenja leta 1389. Baročno obokana pravokotna ladja ima šilast gotski glavni portal, v severni in južni steni pa so še vidni sledovi zazidanih romanskih oken.
V bližini kraja je eno redkih rastišč v Sloveniji zelo redke gobe oranžna latvica (Aleuria aurantia).